# Lycianthes pilifera
Lycianthes pilifera är en potatisväxtart som först beskrevs av George Bentham, och fick sitt nu gällande namn av Friedrich August Georg Bitter. Lycianthes pilifera ingår i Himmelsögonsläktet som ingår i familjen potatisväxter. Inga underarter finns listade i Catalogue of Life.